# Краварже
Краварже (чеськ. Kravaře) — місто в окресі Опава Мораво-Сілезького краю Чеської Республіки.

## Географія

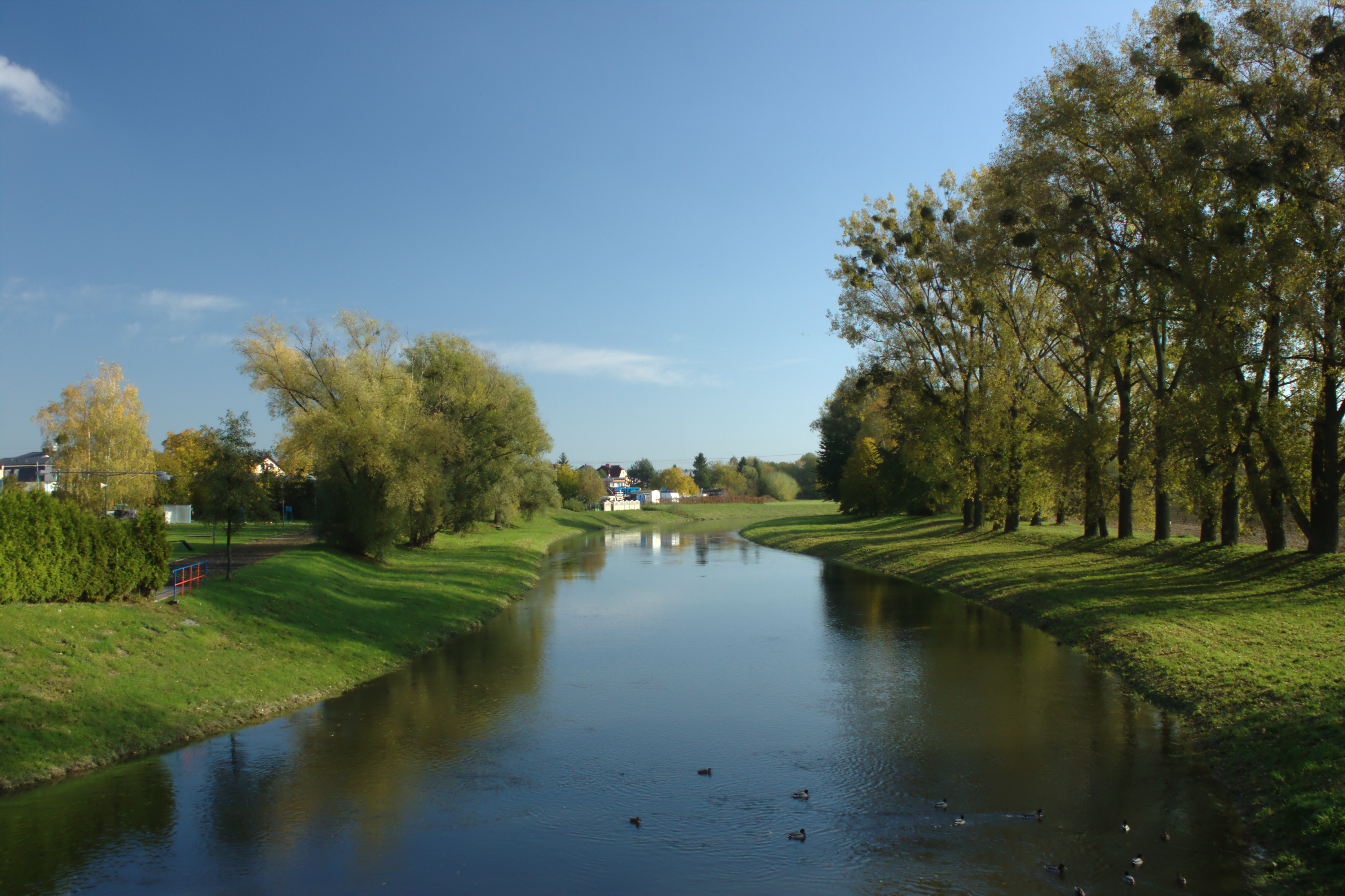
Річка Опава поблизу міста

Краварже розташоване за 8 км на захід місто Опава, та за 20 км на схід від міста Острави, на кордоні між Моравією та Сілезією на березі річки Опава.

## Історія
Перша згадка про Краварже датується 1224 роком.

## Населення
Станом на 2018 рік населення міста нілічує 6 695 осіб.

## Пам'ятки

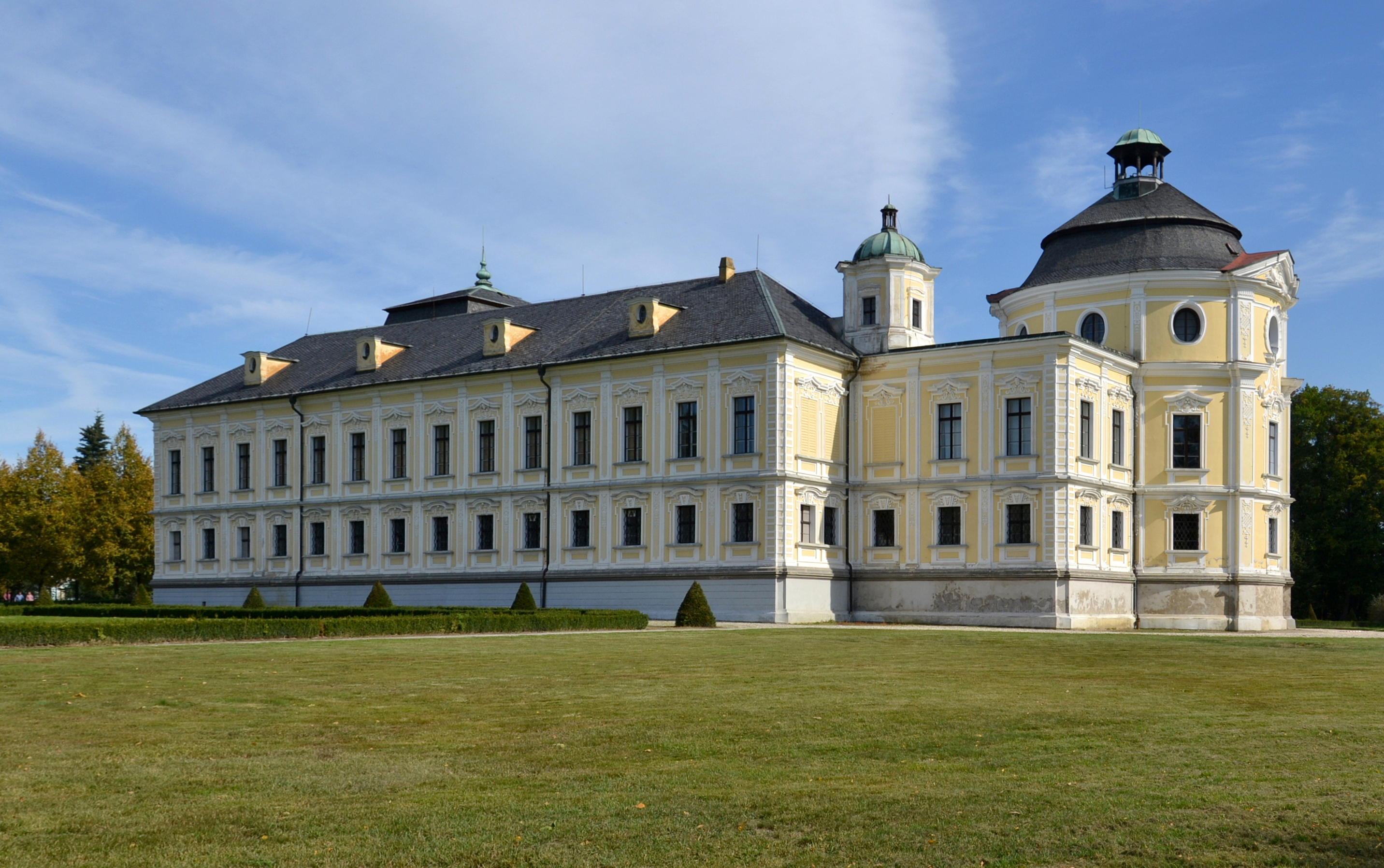
Замок Краварже

У місті є замок який був побудований у XIV столітті. Після 1945 року замок Краварже став власністю держави і до 1970 року був відновлений. Нині у замку Краварже розміщується музей з етнографічною колекцією та експозицією епохи бароко. Навколо замку розташований природний парк з майданчиком для гри в гольф.

## Відомі люди
- Алоїс Гадамчик[cs] — чеський тренер та колишній хокеїст.
- Моніка Жідкова — Міс Європа 1995.

## Міста-побратими
- Возьники, Польща
- Люблінець, Польща
- Ліскова, Словаччина

## Світлини

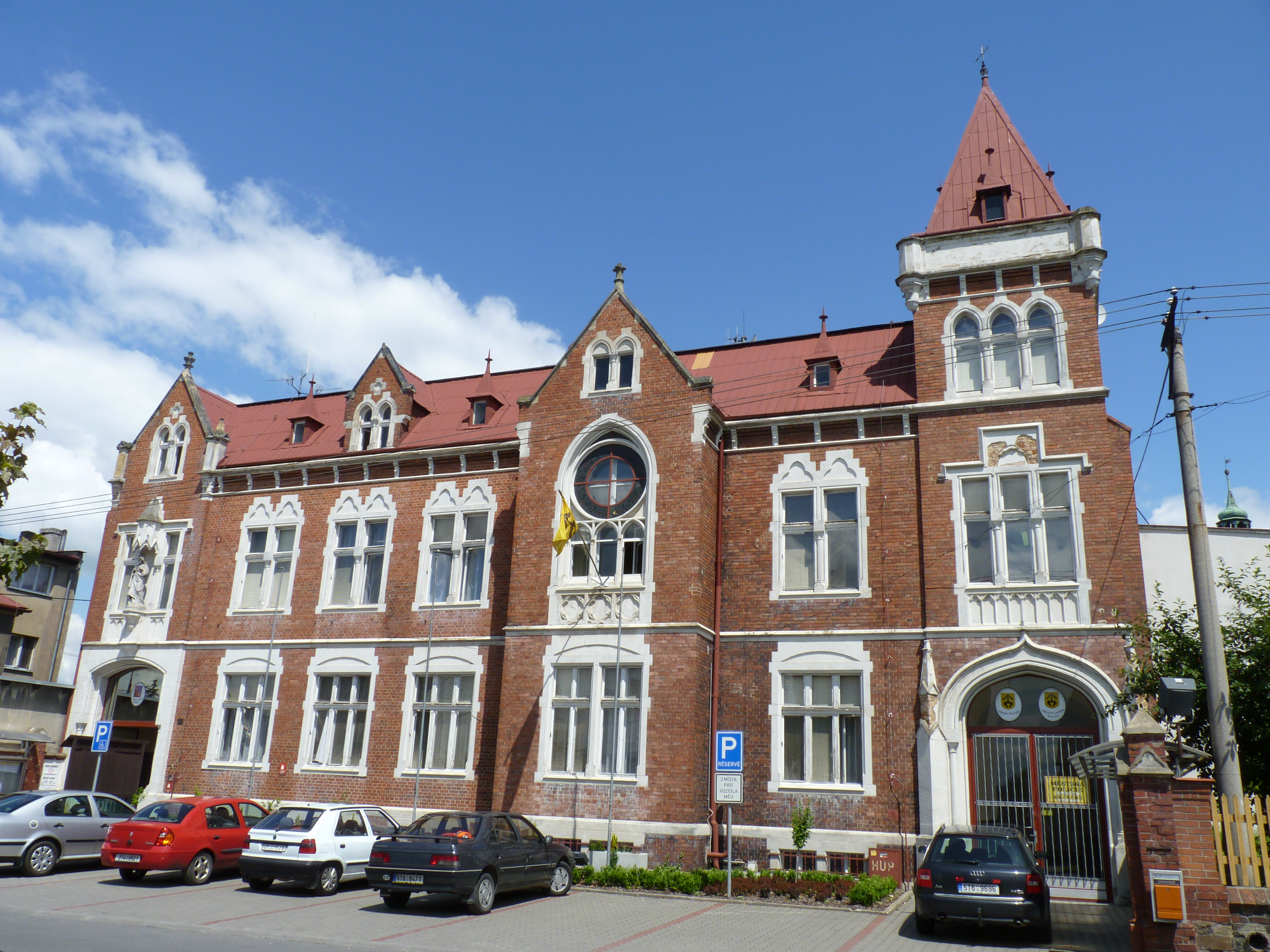
Ратуша
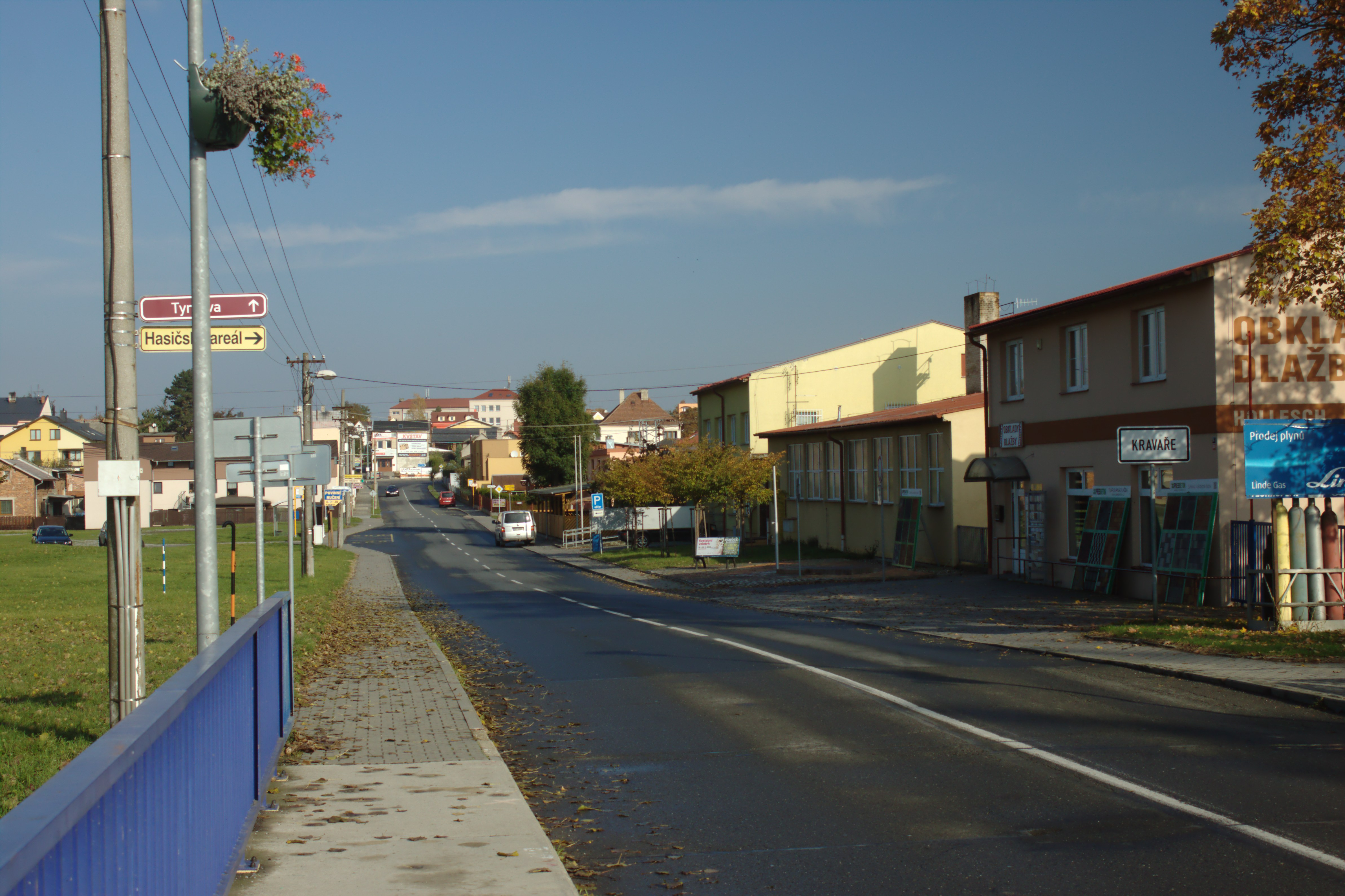
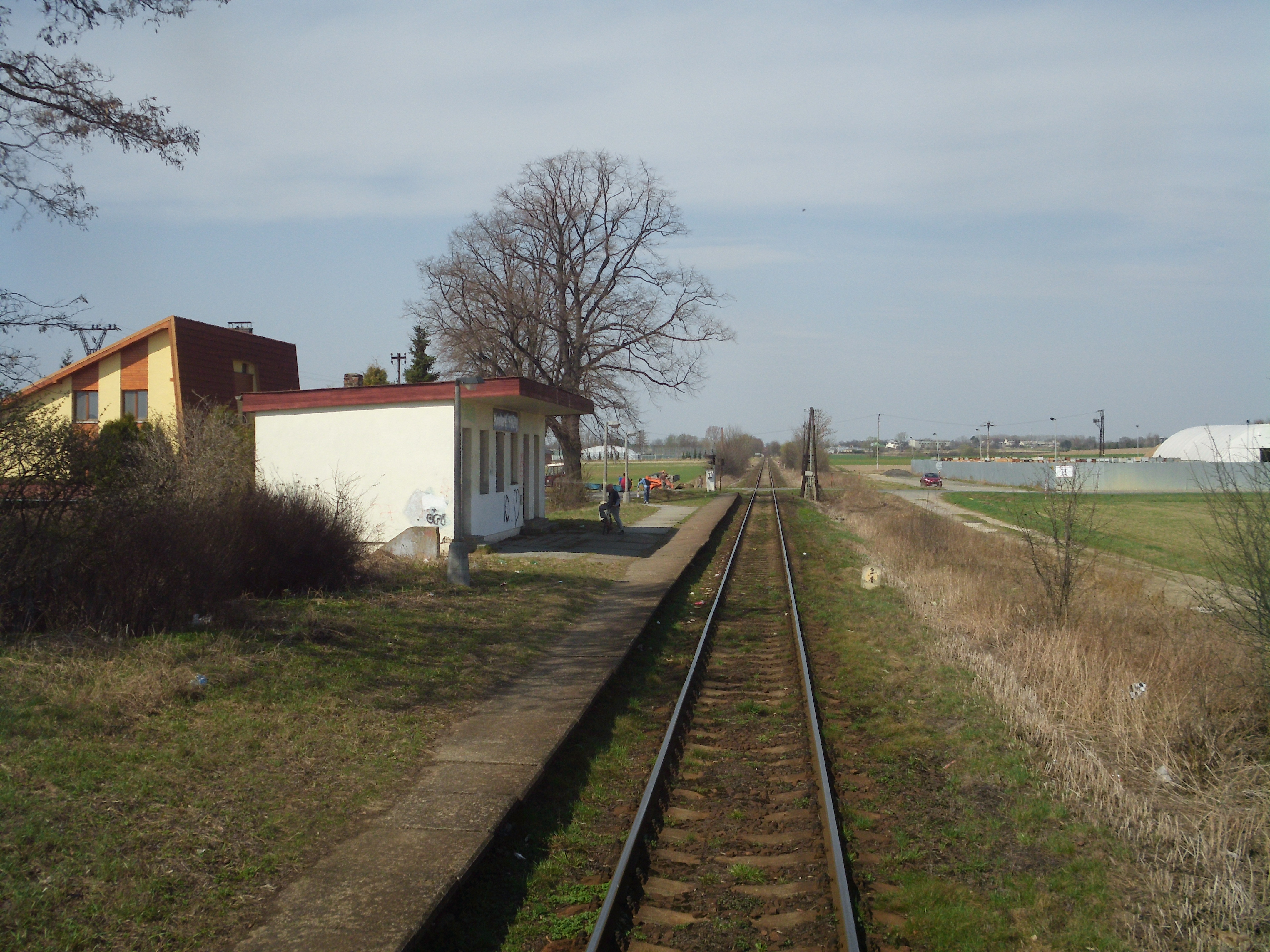
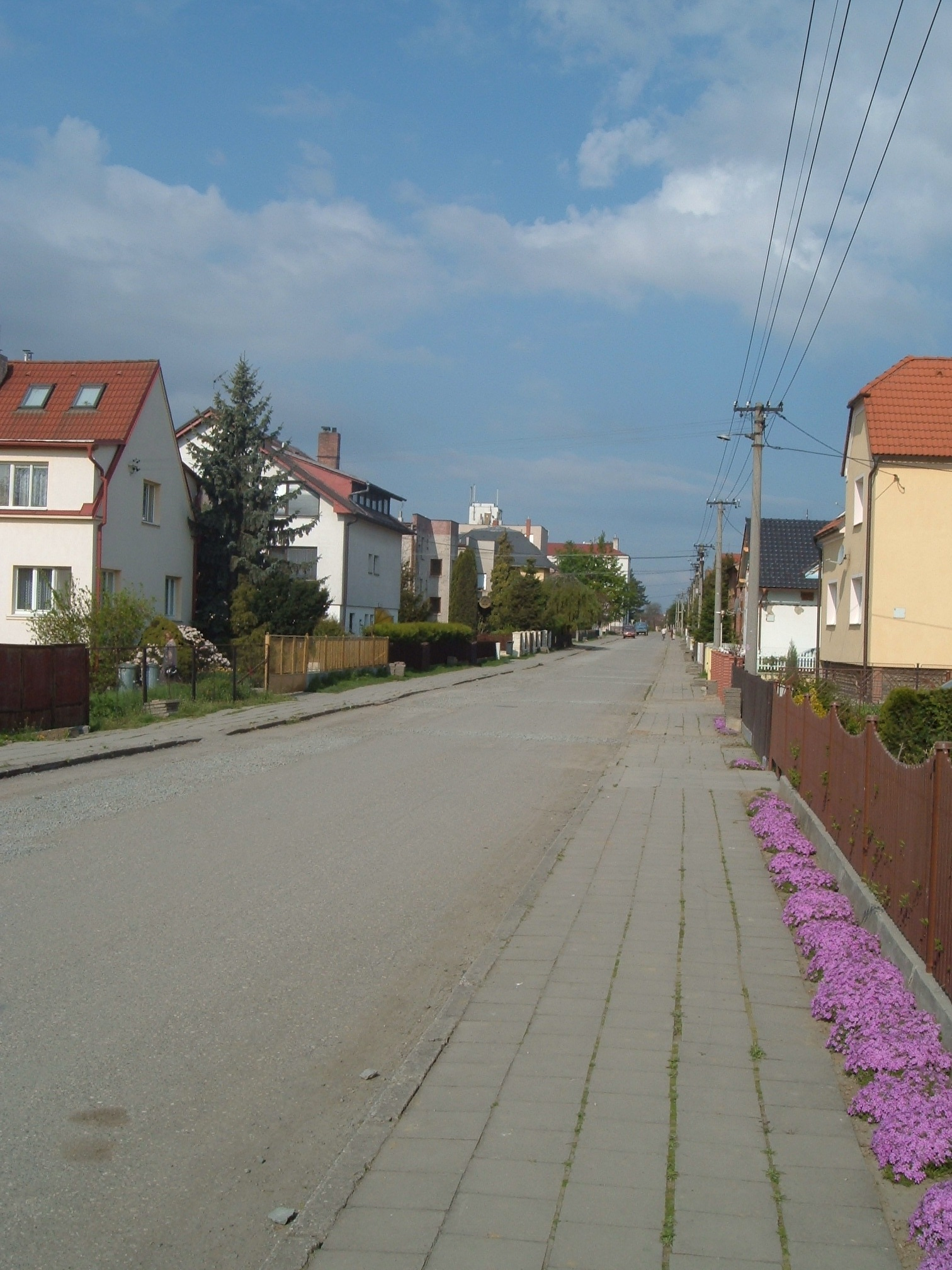